# 林肯“自相分争之家”演说

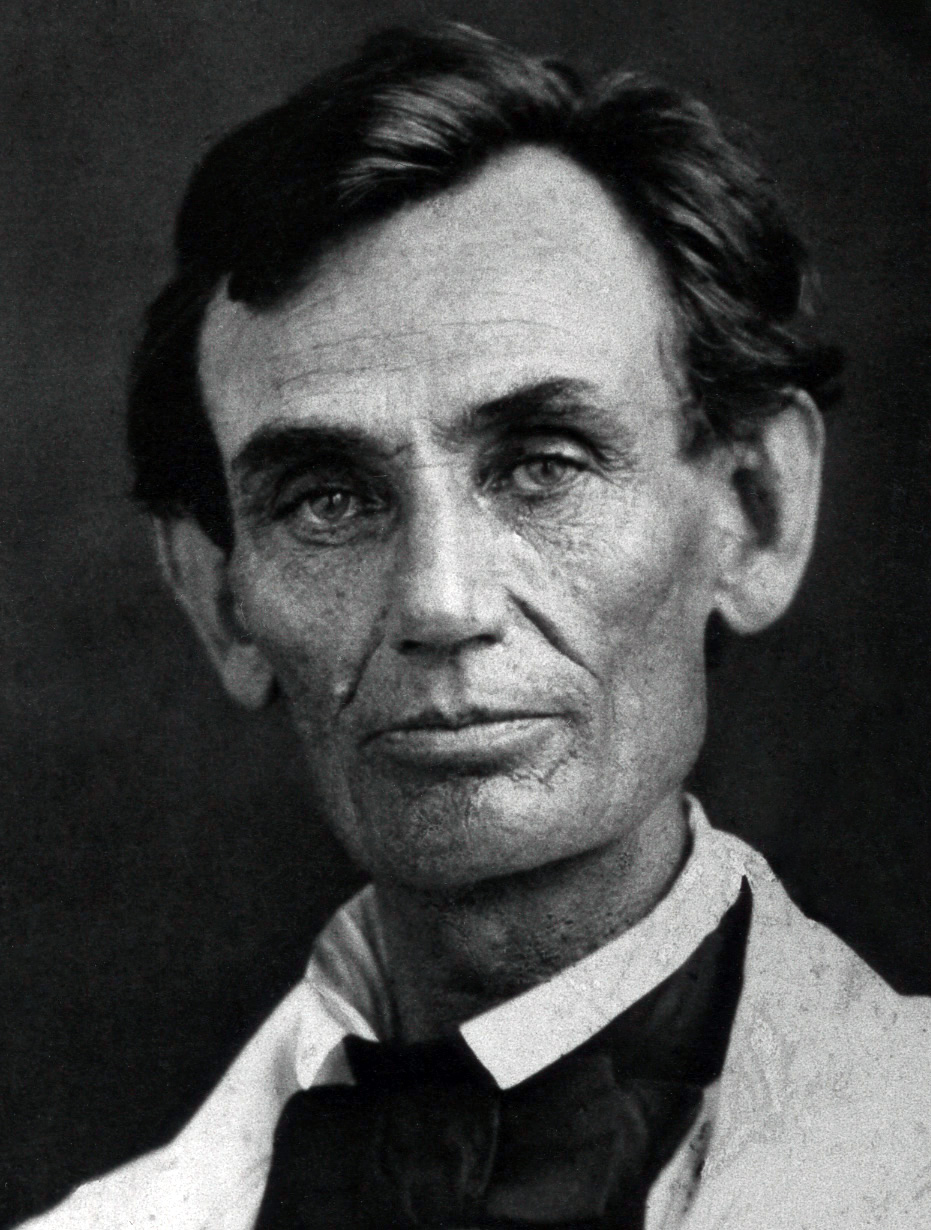
亚伯拉罕·林肯于1858年5月

自相分争之家演说（英語：The House Divided Speech）是后来担任美国总统的亚伯拉罕·林肯于1858年6月16日接受了伊利诺伊州共和党的美国参议员竞选提名后，在斯普林菲尔德的伊利诺伊州议会大厦发表的演讲。对林肯的提名是这次共和党大会的最后一项事务，会议随后中断，进行晚餐，晚上8点再次开会。林肯是晚上会议的唯一演讲者。他的演说立即全文刊登在报纸  、小册子、以及会议记录上。 这是他争夺斯蒂芬·道格拉斯的参议员席位的起点。这场竞选活动将随着林肯-道格拉斯辩论达到高潮。当林肯收集并发表与道格拉斯的辩论作为他1860年总统竞选一部分时，他加上了相关的演讲作为前序，“自相分争之家”演说被选为开篇。 
林肯的演说描绘了因为奴隶制造成的分裂的危机，使北部的共和党人团结起来。该演说与葛底斯堡演说和第二任就职演说一起，是林肯职业生涯中最著名的演说之一。它以下列最著名的段落开头：

"A house divided against itself, cannot stand."
“一个自相分争之家必无法站立”。
I believe this government cannot endure permanently half slave and half free.
我相信我们的政府不能永远忍受一半奴役一半自由的状况。
I do not expect the Union to be dissolved — I do not expect the house to fall — but I do expect it will cease to be divided.
我不期望联邦解散，我不期望房子崩塌。但我的确期望它停止分裂。
It will become all one thing or all the other.
它或者全部变成一种东西，或者变成另一种东西。
Either the opponents of slavery will arrest the further spread of it, and place it where the public mind shall rest in the belief that it is in the course of ultimate extinction; or its advocates will push it forward, till it shall become lawful in all the States, old as well as new — North as well as South.:9
要么，奴隶制度的反对者将遏制它的蔓延，把它送上灭亡的轨道，让公众安心；要么，奴隶制的鼓吹者会把它进一步推广，直到它在所有的地方都成为合法，无论新州旧州，无论南方北方。

林肯的目标是将自己与现任的道格拉斯区别开来，并公开发表一个预言。道格拉斯长期以来一直主张民众主权，根据该主张，每个新领地上的定居者都可以自主决定自己是蓄奴州或自由州。他一再主张，适当行使民众主权将防止奴隶制引发的冲突，并使北方和南方各州恢复和平共处。然而，林肯回应说，德雷德·斯科特判决已经否定了道格拉斯倾向的方案，留给国家的只有两个结果：不可避免地成为全部奴隶州或全部自由州。北方和南方在奴隶制问题上已经有了分歧，而这个问题已经渗透到其他所有政治问题中，国家将很快无法运转。

## 语录

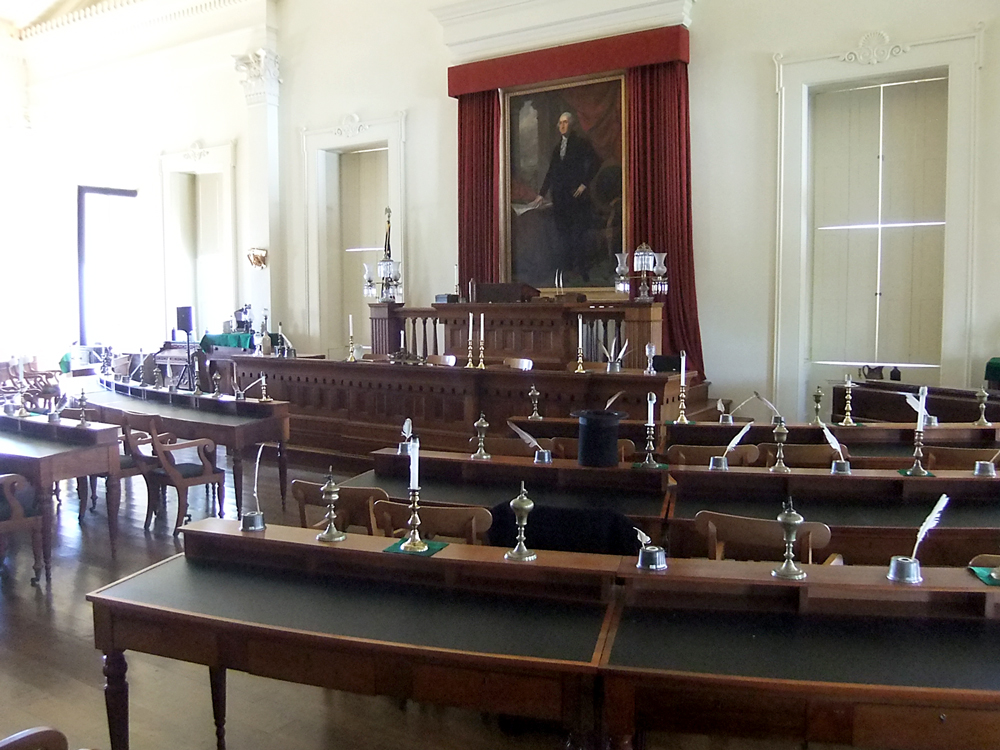
前伊利诺伊州众议院议庭，演讲进行的所在地。

- “自相分争之家不能站立”。我相信我们的政府不能永远忍受半奴隶半自由的状况。我不希望联邦解散，我不希望房子崩塌，但我确实希望它能结束分裂的状态。结果将非此即彼。要么，奴隶制度的反对者将遏制它的蔓延，把它送上灭亡的轨道，让公众安心；要么，奴隶制的鼓吹者会把它进一步推广，直到它在所有的地方都成为合法，无论新州旧州，无论南方北方。

- ……奴隶制度正是缺少这样一个判决而不能在各州都取得合法化。无论我们是否欢迎，这个判决正在酝酿之中，不久就会强加到我们身上，除非我们直面并且推翻当前的这个政治势力。我们可以舒舒服服地躺下，梦到密苏里州的人民就要将当地变成自由州了，但是我们更要保持清醒，因为最高法院已经将伊利诺伊州变成蓄奴州了。

## “分裂之家”的早期使用
在早期基督教文献中能够找到“自相分争之家”的使用：
- “自相分争之家”一词在圣经中出现了两次。耶稣在马可福音3：25说：“一个家庭如果自相分争，这个家庭就站立不住。”这是对经文士的说法的回应，即“他是靠鬼魔的王驱赶鬼魔的”。[8][9]在马太福音12：25中，“耶稣知道他们的想法，就对他们说，任何一个国家，如果自相分争就成为荒芜；任何一个城或家庭，如果自相分争就站立不住。”[10]
- 圣奥古斯丁在他的忏悔录（第8卷，第8章）中将他皈依的依经历描述为“一个自相分争的家”。

它也出现在写大众读物的英语作品中：
- 托马斯·霍布斯在1651年的利维坦（第18章）中指出，“一个分裂的王国无法站立”。
- 在托马斯·潘恩的1776年的常识中，他描述了英国宪法的组成“具有与自身相矛盾的家庭的所有特征……”

在美国：
- 在1812年战争期间，阿比盖尔·亚当斯给Mercy Otis Warren的一封信中出现了一行：“……一个家庭自相分裂——在这个基础上，我们的敌人建立了征服我们的希望。”[11]
- 费利克斯·沃克（Felix Walker）在密苏里州妥协中向本科姆县致辞时说：“而且我们有道理，一个与自己分离的家庭无法站立。”[12]
- 1843年，林肯本人在另一个文本中使用了“分裂之家”一词。[13]
- 在林肯演讲之前的八年，在参议院关于1850年妥协案的辩论中，萨姆·休斯顿曾宣称：“一个分裂自己的国家无法站立。”

最相关的是，在1858年早些时候，在讨论堪萨斯州的情况时，该表述一再被使用，而奴隶制是那里的中心问题。
- 1月8日[14]的布鲁克林晚星[14] ，1月12日的纽约每日先驱报 [15]和1月28日的奥尔顿每周电讯报在社论中使用了它。[16]
- 它以引用的形式出现在4月23日发表于解放者报上的致编辑的信中。[17]

## 延伸阅读
- Fehrenbacher, Don E. . Mississippi Valley Historical Review. 1960, 46 (4): 615–643. doi:10.2307/1886280.